# Phrudura
Phrudura is een geslacht van vlinders van de familie spanners (Geometridae), uit de onderfamilie Ennominae.

## Soorten
- P. leucadelpha Prout, 1928
- P. pura Swinhoe, 1902